# Vương Thanh (Hậu Tấn)
Vương Thanh (chữ Hán: 王清, 894 – 946) tự Khứ Hà, người Khúc Chu, Minh Châu , tướng lãnh nhà Hậu Tấn đời Ngũ Đại trong lịch sử Trung Quốc.

## Sự nghiệp
Cha là Vương Độ, đời đời làm nông. Thanh từ nhỏ nhờ mạnh mẽ và trung hậu mà nổi tiếng ở quê nhà. Lý Tự Nguyên lĩnh chức Hành đài, đặt Bộ trực quân; Thanh ứng mộ, dần được thăng làm Tiểu hiệu. Năm Đồng Quang đầu tiên (923) thời Hậu Đường Trang Tông, Thanh tham gia chiến đấu ở Hà Thượng có công, được ban hiệu Trung liệt công thần. Từ thời Hậu Đường Minh Tông đến cuối thời Phế đế, Thanh trải qua các chức vụ Nghiêm vệ, Ninh vệ chỉ huy sứ, gia quan Kiểm hiệu Hữu Tán kỵ thường thị.
Năm Thiên Phúc đầu tiên (936), Thạch Kính Đường lên ngôi ở Lạc Dương, tức là Hậu Tấn Cao Tổ, Thanh được gia quan Kiểm hiệu Hình bộ thượng thư, đổi hiệu Tứ hỗ tất trung hiếu công thần. Năm thứ 3 (938), Thanh theo Dương Quang Viễn bình định Phạm Duyên Quang ở Nghiệp, được đổi làm Phụng Quốc quân Đô ngu hầu. Năm thứ 6 (941), An Tòng Tiến ở Tương Châu nổi dậy, Thanh theo Cao Hành Chu đánh dẹp, sang năm vẫn chưa xong. Ngày kia, Thanh nói với Hành Chu rằng: “Tòng Tiến đóng cửa tử thủ cô thành, thế của hắn há được lâu dài ư?” Nhân đó Thanh xin trèo lên trước, mọi người kéo theo sau, lại có kẻ làm nội ứng, mới chiếm được thành. Thanh bị trọng thương, có chiếu an ủi. Năm thứ 7 (942), Thanh được đổi ban hiệu Thôi trung bảo vận công thần, gia quan Kim tử quang lộc đại phu, lĩnh quan Khê Châu thứ sử. Năm thứ 8 (943), Thanh nhận chiếu đem quân bản bộ đóng đồn ở Nghiệp.
Mùa xuân năm Khai Vận đầu tiên (944), người Khiết Đan xuống phía nam để chăn nuôi (nam mục), vây Nghiệp, Thanh và Trương Tòng Ân giữ thành; Hậu Tấn Xuất đế gởi phi chiếu gắn sáp (phi lạp chiếu) để khích lệ, ban cho nhà cửa. Khiết Đan lui đi, triều đình xét công giữ thành, bọn Thanh được tăng thêm quân ngạch. Tháng 3 ÂL, mùa xuân năm thứ 2 (945), Thanh theo Đỗ Uy bắc chinh, giải vây cho Dương Thành; ông ra sức chiến đấu, được xét công đứng đầu cánh quân của Đỗ Uy, gia quan Kiểm hiệu tư đồ. Tháng 7 ÂL, mùa thu năm ấy, triều đình giáng chiếu sai Thanh cùng Hoàng Phủ Ngộ chở lương vào Dịch Châu.

## Cái chết
Tháng 11 ÂL, mùa đông năm thứ 3 (946), Thanh theo Đỗ Uy thu lấy Doanh Châu, nghe tin đại quân Khiết Đan đến, nên Đỗ Uy soái chư quân men sông Hô Đà đi lên phía tây, muốn đóng giữ Hằng Châu. Quân Tấn đến Trung Độ kiều, người Khiết Đan lui về bờ bắc. Từ ngày 21 tháng ấy đến ngày 5 tháng 12 ÂL, đôi bên cách sông hình thành thế giằng co. Người Khiết Đan ngầm sai Tiêu Hàn đem kỵ binh tinh nhuệ từ Tây Sơn vòng ra phía sau quân Tấn, nam hạ chiếm được Loan Thành, cắt đứt đường vận lương và đường lui của quân Tấn. Thanh biết quân Tấn đã rơi vào thế cùng, bèn nói với Đỗ Uy rằng: “Nay đại quân cách Hằng Châu 5 dặm, giữ nơi này làm gì!? Doanh trại trơ trọi và lương thực sắp cạn, quân ta sẽ tự tan vỡ. Tôi xin đem 2000 bộ tốt làm tiền phong, đoạt cầu mở đường, ngài soái chư quân đi theo. Vào được Hằng Châu thì không lo gì nữa!” Uy đồng ý, sai Tống Ngạn Quân cùng đi.
Thanh lập tức chiếm được cầu, chiến đấu rất hăng, khiên quân Khiết Đan tạm lui lại. Chư tướng xin đưa đại quân đi theo, Đỗ Uy không cho. Tống Ngạn Quân bị quân Khiết Đan đánh bại, nhảy xuống sông bơi trở lại bờ nam, Thanh đơn độc chỉ huy ở bờ bắc, trên mình chịu nhiều vết thương, mấy lần cầu cứu, nhưng Uy không cho 1 kỵ binh nào sang sông trợ giúp. Thanh nói: “Thượng tướng nắm binh, ngồi nhìn bọn ta nguy khốn mà không cứu, ắt đã sinh hai lòng. Bọn ta hãy lấy cái chết để báo quốc.” Mọi người cảm động, không ai bỏ chạy. Trận đánh kéo dài đến chiều không nghỉ, người Khiết Đan thay lính mới, quân Tấn không còn thứ võ khí nào trên tay. Thanh cùng binh sĩ thủ hạ chết sạch, hưởng thọ 53 tuổi.
Người Khiết Đan đắp Kinh quan ngay tại chiến trường. Sau khi lên ngôi (947), Hậu Hán Cao Tổ sai người san bằng Kinh quan, tặng Thanh chức Thái phó. Thanh có con trai là Vương Thủ Quân.